# Titus Nicoară
Titus Nicoară (Oradea, 25 marzo 1988) è un cestista rumeno.